# Flor Alpaerts
Flor Alpaerts (født 12. september 1876 i Antwerpen, Belgien - død 5. oktober 1954) var en belgisk komponist, rektor, dirigent og lærer.
Alpaerts studerede komposition på Musikkonservatoriet i Antwerpen. Han skrev en symfoni, symfoniske digtninge, orkesterværker, koncertmusik, kammermusik, en opera, korværker, sange, blæsermusik, brassbandmusik, klavermusik etc. Alpaerts komponerede gennem tiden i tre stilretninge først i en impressionistisk, så ekspressionistisk for at ende i en neoklassisk stil. Han var også inspireret af den flamske folklore. Alpaerts var rektor på Det kongelige Musikkonservatorium i Belgien, og dirigent for Den Kongelige Flamske Opera. Han hører til de ledende komponister af flamlændere fra Belgien i sin tid.

## Udvalgte værker
- Forårssymfoni (1906) - for orkester
- Psyke (1899) (Symfonisk digtning) - for orkester
- Vækkelse (1904) (Symfonisk digtning) - for orkester
- Cyrus (1905) (Symfonisk digtning) - for orkester
- Flamsk idyl (1920) (Symfonisk digtning) - for orkester
- Pallieter (1921) (Symfonisk digtning) - for orkester
- Serenade (1915) - for cello og orkester
- James Ensor-suite (1931) - for orkester
- Benedictus Deus (1926) for blandet kor
- Violinkoncert (1948) - for violin og orkester